# رواية نفسية

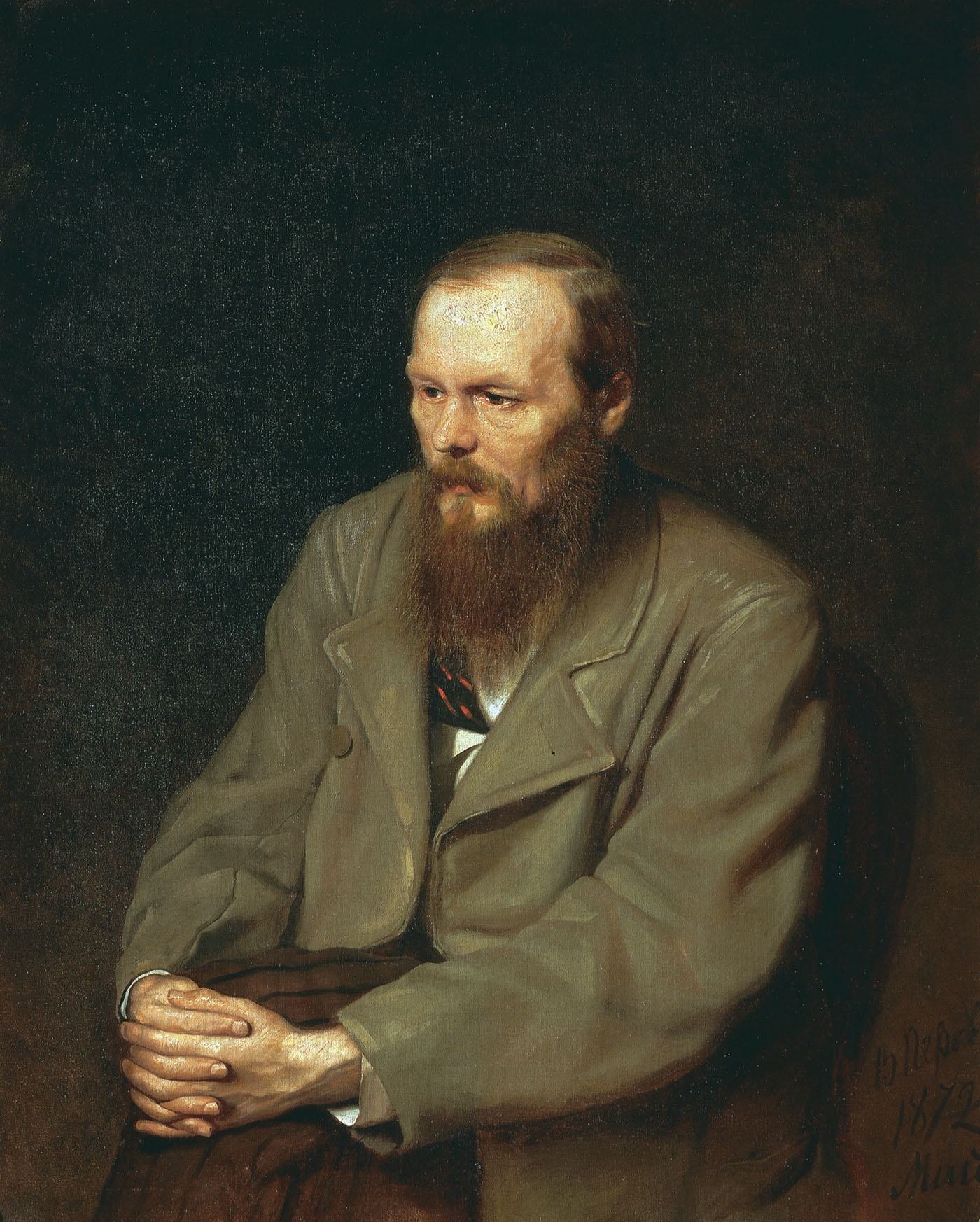

الرواية النفسية رواية تكون فيها الأحداث مسجَّلة، على نحو ذاتيّ، في ذهن واحد أو أكثر من شخصياتها، وتلعب فيها عمليات الوعي دوراً مشوِّقاً يَعْدل دور الأحداث الخارجية أو يفوقُهُ أهميةً، وفي الرواية النفسيّة تقدَّم الأحداث، لا وفقاً لتسلسلها الزمنيّ، ولكنْ كما تتداعى في ذهن البطل أو غيره من شخصيات الرواية، نشأت في الفترة التي طلع خلالها «فرويد» Freud بنظرياته النفسية، ولكنها لم تكن بالضرورة نتيجةً لذلك، ثم بلغت أشُدَّها في القرن العشرين، من أبرز ممثليها مارسيل بروست Proust وجيمس جويس Joyce وفرانز كافكا Kafka.